# 베설 한스포르트
베설 하르먼스 한스포르트(네덜란드어: Wessel Harmensz Gansfort, 1419년 – 1489년 10월 4일)는 네덜란드의 신학자이며 인문주의자이다. 간스포트는 종교개혁이전의 종교개혁가로 불린다. 그는 교황을 비판하고 미사의 주술적 사용과 교회전통의 권위를 반대했다. 칭의론에 있어서 인간의 구원을 위하여 그리스도의 사역에 강조보다는 인간의지의 도구에 큰 강조를 두었다.